# Aziz Bouderbala
Aziz Bouderbala (en árabe: عبد العزيز الإدريسي بودربالة‎; Casablanca, Marruecos, 26 de diciembre de 1960) es un exfutbolista de Marruecos que jugaba en la posición de centrocampista. Actualmente es el director deportivo de la selección nacional de Marruecos.

## Carrera

### Club
| Periodo   | Club             | Apariciones | Goles |
| --------- | ---------------- | ----------- | ----- |
| 1978-1984 | Wydad AC         | 215         | 58    |
| 1984-1988 | FC Sion          | 88          | 25    |
| 1988-1990 | RC Paris         | 49          | 15    |
| 1990-1992 | Lyon             | 54          | 10    |
| 1992-1993 | GD Estoril Praia | 24          | 4     |
| 1993-1995 | FC St. Gallen    | 34          | 3     |
| 1995-1997 | Wydad AC         | 59          | 12    |

### Selección nacional
Jugó para Marruecos en 78 ocasiones de 1979 a 1992 y anotó 14 goles; participó en la Copa Mundial de Fútbol de 1986, cuatro ediciones de la Copa Africana de Naciones y dos ediciones de los Juegos Mediterráneos.

## Logros

### Club
- Moroccan Throne Cup: 1978, 1979, 1981, 1997
- Botola: 1978
- Mohammed V Cup:1979
- Swiss Cup:1986

### Selección nacional
- Mediterranean Games: 1983

### Individual
- 15° lugar en la clasificación histórica de los mejores futbolistas africanos del siglo XX.[3]
- Lista de los mejores 200 futbolistas africanos de la historia en 2006.[4]
- Mejor jugador de la Copa Africana de Naciones 1988.
- Equipo Ideal de la Copa Africana de Naciones 1988.
- Equipo Ideal de Marruecos por la IFFHS[5]

## Estadísticas

### Goles con selección nacional
| N.º | Fecha                    | Sede                    | Rival           | Marcador | Resultado | Torneo                                                     |
| --- | ------------------------ | ----------------------- | --------------- | -------- | --------- | ---------------------------------------------------------- |
| 1   | 8 de junio de 1980       | Tunis, Túnez            | Túnez           | 1–0      | 1-0       | Amistoso                                                   |
| 2   | 22 de marzo de 1981      | Fès, Marruecos          | Liberia         | 2-1      | 3-1       | Clasificación para la Copa Africana de Naciones de 1982    |
| 3   | 22 de marzo de 1981      | Fès, Marruecos          | Liberia         | 3-1      | 3-1       | Clasificación para la Copa Africana de Naciones de 1982    |
| 4   | 4 de abril de 1981       | Monrovia, Liberia       | Liberia         | 2–0      | 5-0       | Clasificación para la Copa Africana de Naciones de 1982    |
| 5   | 27 de septiembre de 1981 | Kénitra, Marruecos      | Túnez           | 1–2      | 2-2       | Amistoso                                                   |
| 6   | 3 de octubre de 1982     | Riad, Arabia Saudita    | Senegal         | 1–2      | 1-2       | Amistoso                                                   |
| 7   | 10 de abril de 1983      | Casablanca, Marruecos   | Malí            | 2-0      | 4-0       | Clasificación para la Copa Africana de Naciones de 1984    |
| 8   | 10 de abril de 1983      | Casablanca, Marruecos   | Malí            | 3-0      | 4-0       | Clasificación para la Copa Africana de Naciones de 1984    |
| 9   | 15 de enero de 1984      | Abiyán, Costa de Marfil | Costa de Marfil | 1–0      | 3-3       | Amistoso                                                   |
| 10  | 28 de julio de 1985      | Casablanca, Marruecos   | Egipto          | 1–0      | 2-0       | Clasificación para la Copa Mundial de Fútbol de 1986 (CAF) |
| 11  | 6 de octubre de 1985     | Rabat, Marruecos        | Libia           | 3–0      | 3-0       | Clasificación para la Copa Mundial de Fútbol de 1986 (CAF) |
| 12  | 22 de enero de 1989      | Tunis, Túnez            | Túnez           | 1–0      | 1-2       | Clasificación para la Copa Mundial de Fútbol de 1990 (CAF) |
| 13  | 2 de septiembre de 1990  | Casablanca, Marruecos   | Mauritania      | 2–0      | 4-0       | Clasificación para la Copa Africana de Naciones 1990       |
| 14  | 12 de abril de 1991      | Nuakchot, Mauritania    | Mauritania      | 1–0      | 2-0       | Clasificación para la Copa Africana de Naciones 1990       |